# 扇澤站

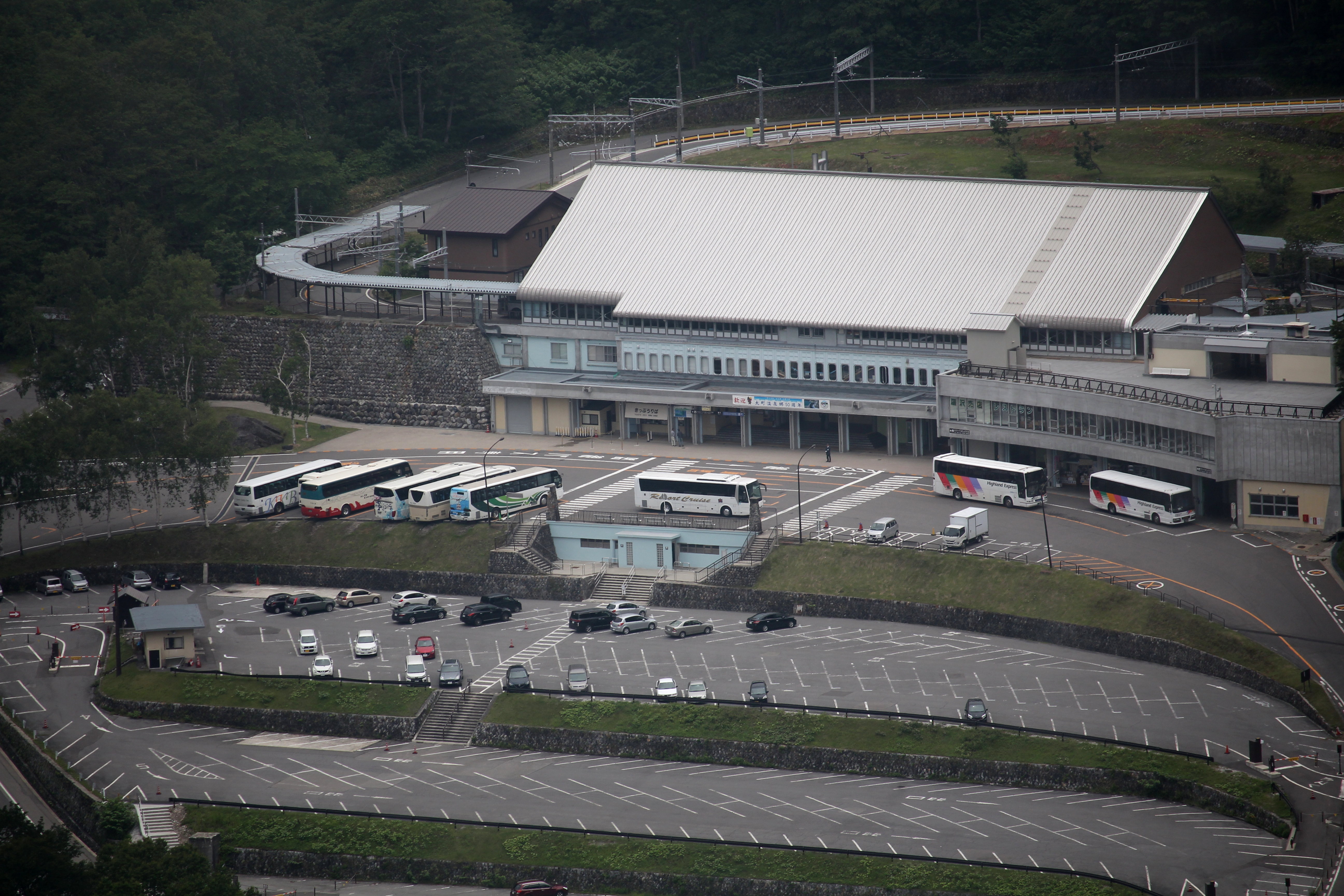
車站全景（從柏原新道望向車站）

扇澤站（日语：／ Ogizawa eki */?）是位於長野縣大町市平，關西電力關電隧道電氣巴士的巴士站。
曾經巴士站前身為關電隧道無軌電車的鐵路車站。在2018年（平成30年）11月結束鐵路業務，在翌年2019年（平成31年）4月改用電動巴士。因此此站事實變為巴士站。

## 歷史
- 1964年（昭和39年）8月1日 - 車站啟用[1]
- 2018年（平成30年）12月1日 - 隨著關電隧道無軌巴士結束鐵路事業，此鐵路站廢除。
- 2019年（平成31年）4月15日 - 關電隧道電動巴士開始行走，此處變為一座巴士站。

## 概要
此站是立山黑部阿爾卑斯山脈路線長野縣一方的入口。在無軌電車的時代，此站是在立山黑部阿爾卑斯山脈路線中，唯一位於長野縣內，以鐵道事業法經營的車站。另外，由於長野縣道45號扇澤大町線在冬天會封鎖部分路段，因此在冬季此站不能前往信濃大町站一方。
車站大樓是一座3層高的建築物，1樓是售票處，2樓是「扇澤餐廳」和檢票口，3樓是月台和屋頂觀景台。
售票和檢票等旅客相關業務委托了關電Amenix負責。而通行票（路籤）的支付和出發信號燈等運行管理業務由關電自身的職員負責。

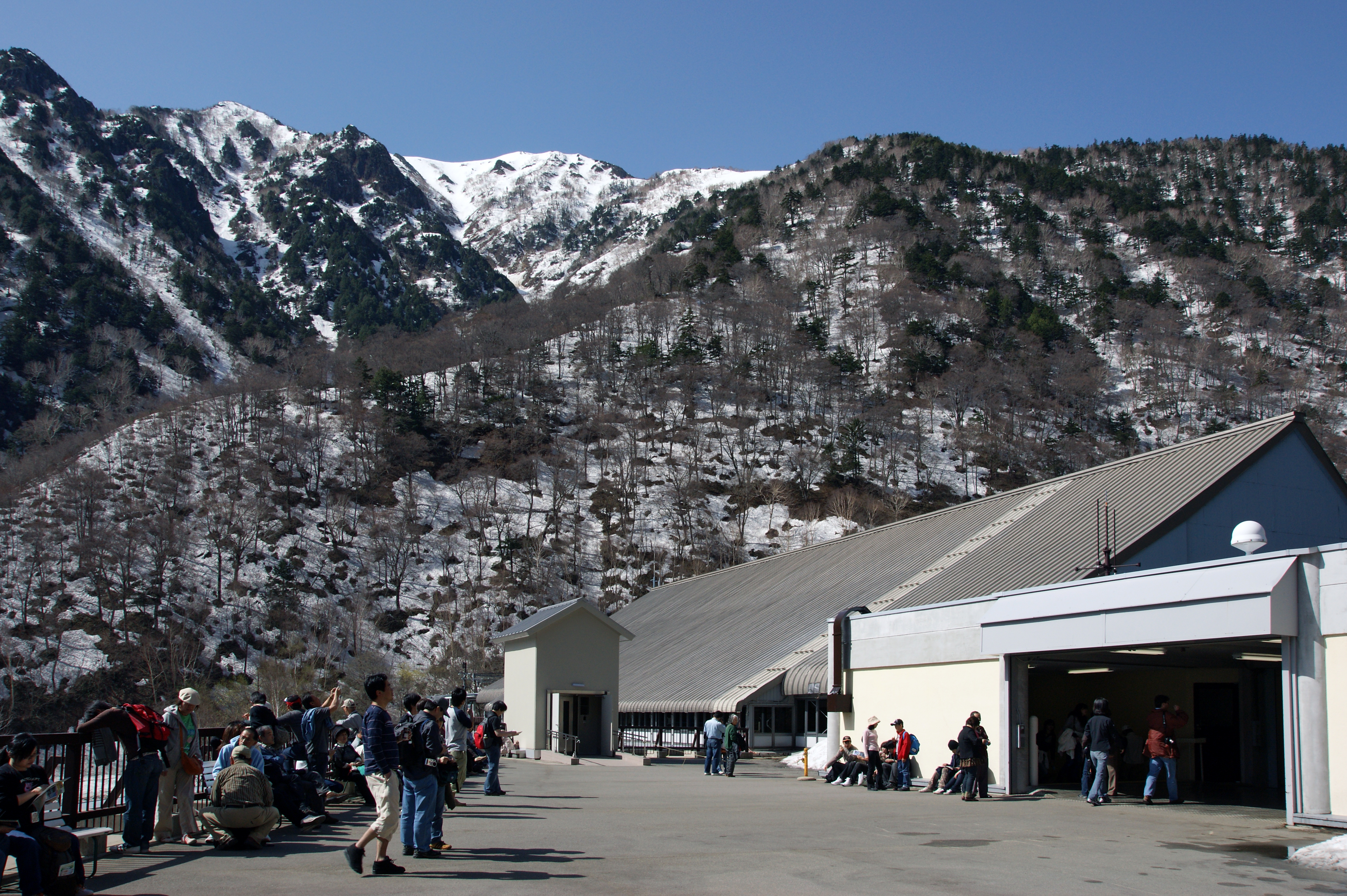
車站大樓屋頂
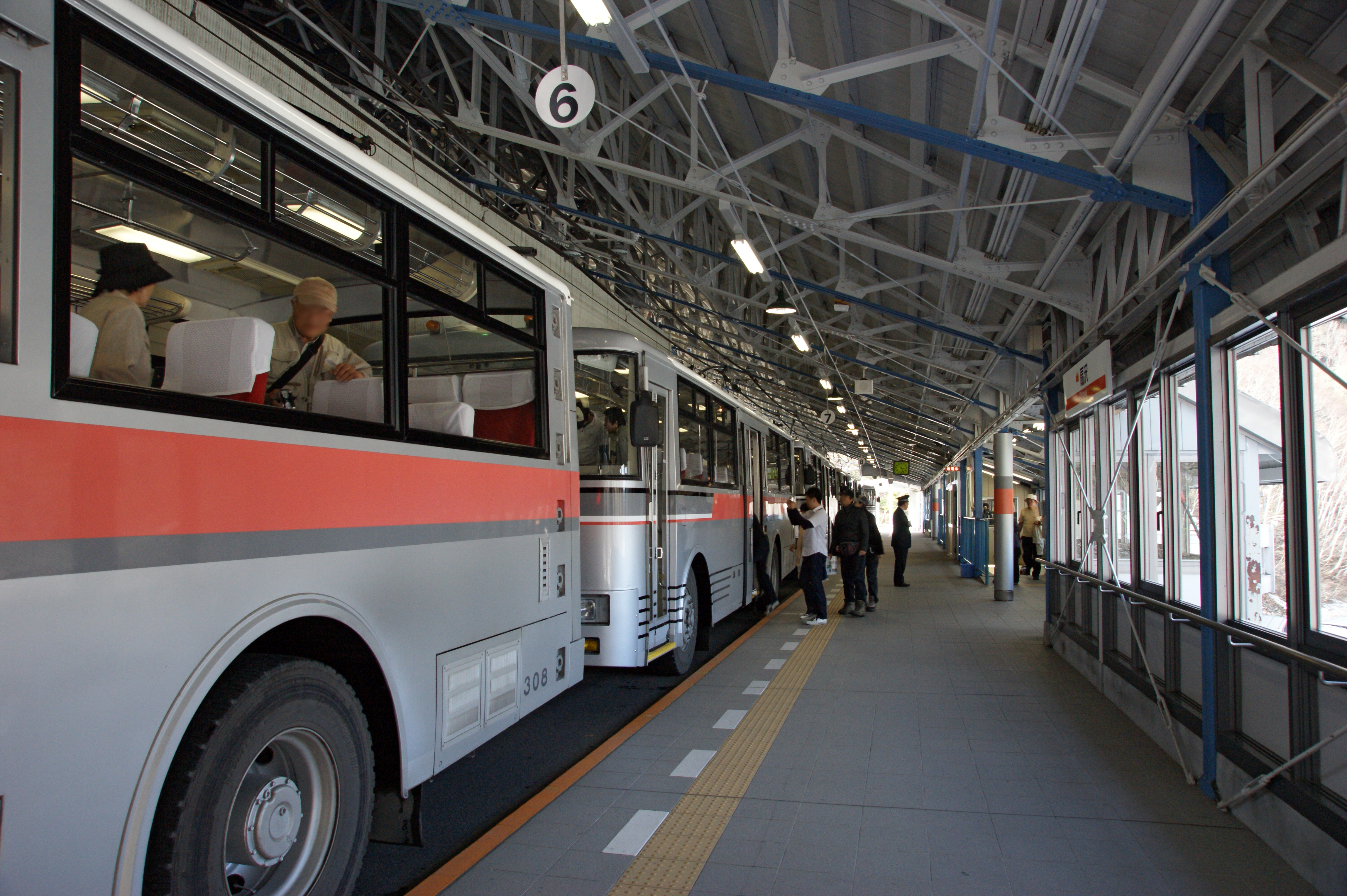
出發月台
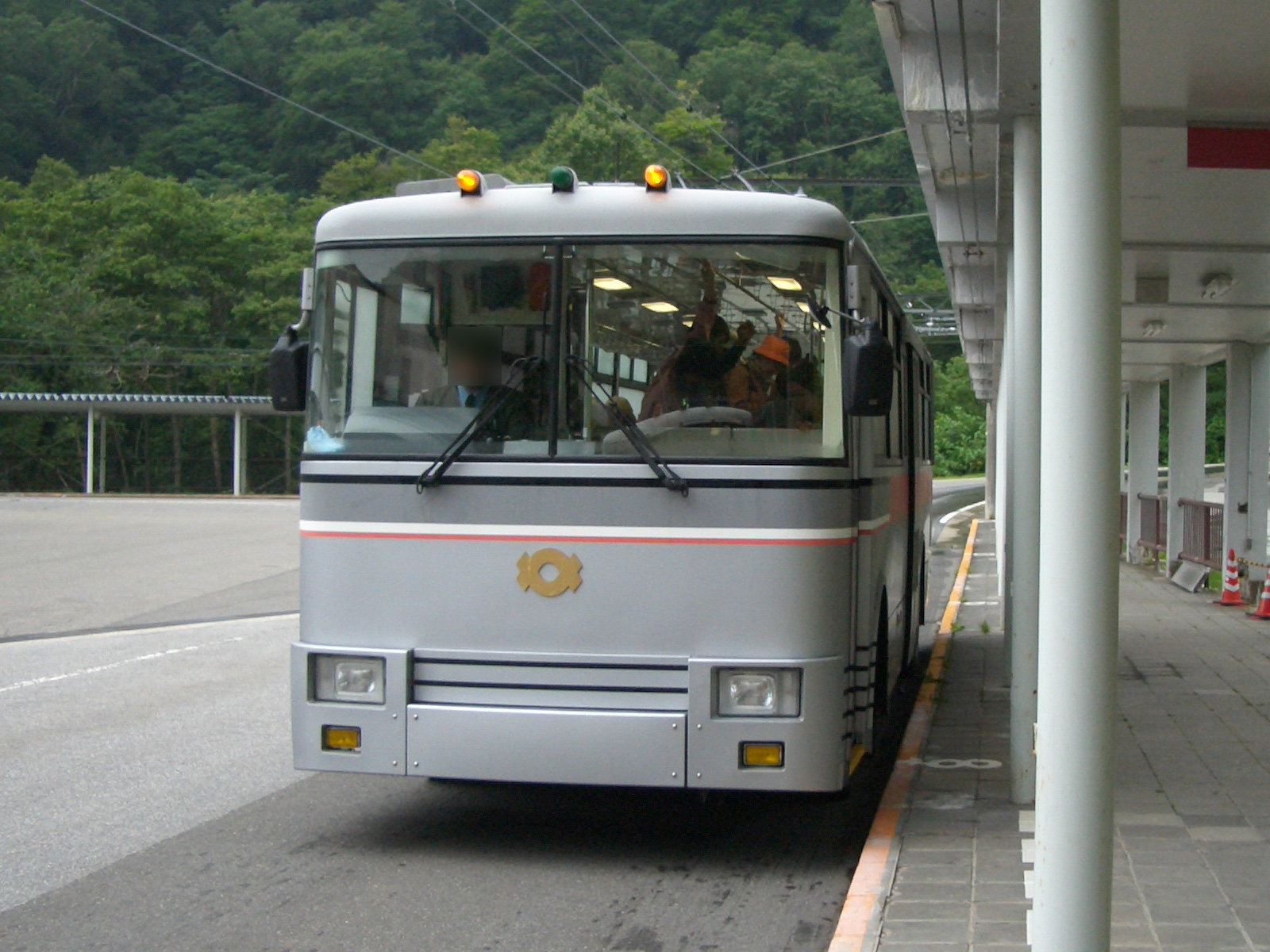
到達月台

## 車站周邊
- 扇澤綜合資訊中心
- 扇澤餐廳

## 巴士路線
- Alpico交通（舊：川中島巴士）（日语：川中島バス）、北阿爾卑斯交通（日语：関電アメニックス）（在2009年12月15日前，松本電氣鐵道（日语：松本電鉄バス）（現時：Alpico交通）也設有聯營班次）[3]。
  - 日向山高原、大町溫泉鄉（日语：大町温泉郷）、信濃大町站方向
- Alpico交通
  - 美麻Poka Poka Land（日语：道の駅ぽかぽかランド美麻）、長野站方向
  - 白馬山麓、白馬科爾蒂娜方向（高山Liner）※只於夏季行走

- 高速巴士
  - 中央高速巴士（日语：中央高速バス）（新宿 - 白馬線）：前往Busta新宿 （Alpico交通、京王巴士）（2012年4月28日開始行走）[4]
  - 高山 - 扇澤線：前往平湯溫泉（日语：平湯バスターミナル）、高山濃飛巴士中心（日语：高山濃飛バスセンター）　※季節性行走

另外，當扇澤站停車場泊滿車時，當時會安排免費穿梭巴士行走於此站與8公里外，靠近大町一方的籠川臨時停車場（鄰近籠川大橋）（所需時間約15分鐘）。

## 相鄰車站
關西電力
關電隧道電動巴士
扇澤－黑部大壩

## 注腳
1. 1 2  信濃毎日新聞社出版部. . 信濃毎日新聞社. 2011-07-24: 320. ISBN 9784784071647 （日语）.
2. ↑   (新闻稿). 関西電力. 2017-08-28  [2021-04-18]. （原始内容存档于2018-08-16） （日语）.
3. ↑  . アルピコグループ. 2009-12-09  [2021-04-18]. （原始内容存档于2010-02-01） （日语）.
4. ↑  . 京王グループ. 2012-04-09  [2021-04-18]. （原始内容存档于2012-10-31） （日语）.

## 外部連結
- 扇澤站 （页面存档备份，存于）（日語） - 黑部大壩官方網站
- 扇澤 （页面存档备份，存于）（日語） - 立山黑部阿爾卑斯山脈路線